# 斯科特堡 (堪薩斯州)
斯科特堡為美國堪薩斯州波旁縣的一座城市，也是波旁縣的縣治所在地，坐落於馬馬頓河畔，離堪薩斯城南方約有92英里（148）。根據2010年美國人口普查，此城市人口有8,087人。斯科特堡國家歷史古蹟和斯科特堡國家墓園坐落於此城市內。城市名稱以陸軍中將温菲尔德·斯科特命名。

## 歷史

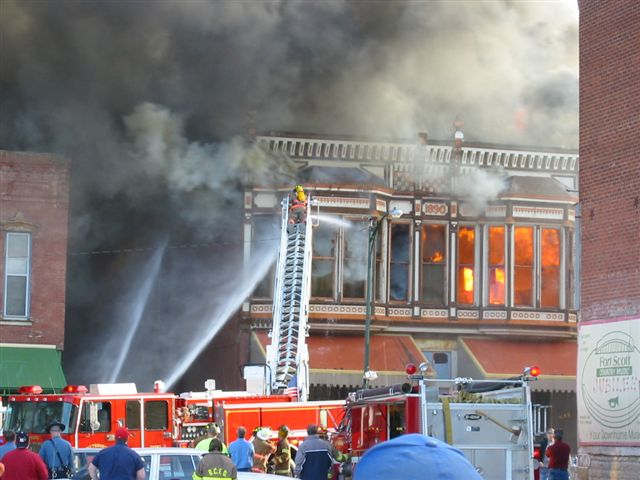
斯科特堡市區大火（2005年）

斯科特堡於1842年至1853年期間由美國陸軍設立並且進駐，堡壘內的軍人協助防護常設印地安邊界線（Permanent Indian Frontier）。後來軍事堡壘於1853年廢棄，其築體在1855年的政府拍賣會中由當地定居者購入。斯科特堡於1857年設鎮。

### 市區大火
2005年3月11日，位於斯科特堡市區的一場大火燒毀了數棟象徵此城市之維多利亞時代建築。

## 地理
斯科特堡坐落在北緯37度50分7秒、西經94度42分7秒（亦可表示為37.835180, -94.702015）處，海拔高度846英尺（258公尺）。位處歐塞奇平原內之馬馬頓河南畔。54号美国国道與69号美国国道交叉口位於此城市內。斯科特堡離密蘇里州喬普林北方約有54英里（87）；離堪薩斯城南方約有92英里（148）；離威奇托東方則約有143英里（230）。
根據美国人口调查局的資料，此城市總面積為5.59平方英里（14.48平方），其中5.55平方英里（14.37平方）為陸地，0.04平方英里（0.10平方）為水域。

### 氣候
斯科特堡因夏季溼熱、冬季不甚乾冷，在柯本气候分类法中屬於副热带湿润气候。斯科特堡在一年當中平均氣溫為57°F（13°C），其中平均氣溫有81天皆高於90°F（32°C）；平均氣溫有97天皆低於32°F（0°C）。此城市在一年當中平均降雨69.5天，年平均降雪量為16.7英寸（424毫米），年平均降水量為44.1英寸（1,121毫米）。此城市1月最冷、7月最熱、6月最濕。斯科特堡在1954年所測得的120°F（49°C）為歷史最高溫；而在1989年所測得的-18°F（-28°C）為歷史最低溫。
| 堪薩斯州斯科特堡                       | 堪薩斯州斯科特堡 | 堪薩斯州斯科特堡 | 堪薩斯州斯科特堡 | 堪薩斯州斯科特堡 | 堪薩斯州斯科特堡 | 堪薩斯州斯科特堡 | 堪薩斯州斯科特堡 | 堪薩斯州斯科特堡 | 堪薩斯州斯科特堡 | 堪薩斯州斯科特堡 | 堪薩斯州斯科特堡 | 堪薩斯州斯科特堡 | 堪薩斯州斯科特堡 |
| 月份                                   | 1月              | 2月              | 3月              | 4月              | 5月              | 6月              | 7月              | 8月              | 9月              | 10月             | 11月             | 12月             | 全年             |
| -------------------------------------- | ---------------- | ---------------- | ---------------- | ---------------- | ---------------- | ---------------- | ---------------- | ---------------- | ---------------- | ---------------- | ---------------- | ---------------- | ---------------- |
| 历史最高温 °F（°C）                    | 77 (25)          | 83 (28)          | 91 (33)          | 97 (36)          | 98 (37)          | 106 (41)         | 120 (49)         | 113 (45)         | 110 (43)         | 99 (37)          | 84 (29)          | 75 (24)          | 120 (49)         |
| 平均高温 °F（°C）                      | 40 (4)           | 47 (8)           | 57 (14)          | 68 (20)          | 77 (25)          | 86 (30)          | 91 (33)          | 90 (32)          | 82 (28)          | 71 (22)          | 55 (13)          | 44 (7)           | 67 (20)          |
| 平均低温 °F（°C）                      | 20 (−7)          | 25 (−4)          | 34 (1)           | 44 (7)           | 55 (13)          | 64 (18)          | 69 (21)          | 66 (19)          | 57 (14)          | 46 (8)           | 34 (1)           | 24 (−4)          | 45 (7)           |
| 历史最低温 °F（°C）                    | −16 (−27)        | −14 (−26)        | −6 (−21)         | 17 (−8)          | 30 (−1)          | 41 (5)           | 50 (10)          | 48 (9)           | 30 (−1)          | 18 (−8)          | 0 (−18)          | −18 (−28)        | −18 (−28)        |
| 平均降水量 （mm）                      | 1.58 (40)        | 1.86 (47)        | 3.34 (85)        | 4.01 (102)       | 4.94 (125)       | 5.71 (145)       | 4.36 (111)       | 3.83 (97)        | 4.69 (119)       | 4.28 (109)       | 3.46 (88)        | 2.08 (53)        | 44.14 (1,121)    |
| 平均降雪量 （cm）                      | 4.1 (10)         | 4.0 (10)         | 3.2 (8.1)        | 0.4 (1.0)        | 0 (0)            | 0 (0)            | 0 (0)            | 0 (0)            | 0 (0)            | 0.1 (0.25)       | 1.3 (3.3)        | 3.6 (9.1)        | 16.7 (41.75)     |
| 来源：The Weather Channel；Weatherbase |                  |                  |                  |                  |                  |                  |                  |                  |                  |                  |                  |                  |                  |

## 人口統計
| 调查年                | 人口   | 备注   | %±       |
| --------------------- | ------ | ------ | -------- |
| 1860                  | 262    |        | —        |
| 1870                  | 4,174  |        | 1,493.1% |
| 1880                  | 5,372  |        | 28.7%    |
| 1890                  | 11,946 |        | 122.4%   |
| 1900                  | 10,322 |        | −13.6%   |
| 1910                  | 10,463 |        | 1.4%     |
| 1920                  | 10,693 |        | 2.2%     |
| 1930                  | 10,763 |        | 0.7%     |
| 1940                  | 10,557 |        | −1.9%    |
| 1950                  | 10,335 |        | −2.1%    |
| 1960                  | 9,410  |        | −9.0%    |
| 1970                  | 8,967  |        | −4.7%    |
| 1980                  | 8,893  |        | −0.8%    |
| 1990                  | 8,362  |        | −6.0%    |
| 2000                  | 8,297  |        | −0.8%    |
| 2010                  | 8,087  |        | −2.5%    |
| 2015年估计            | 7,838  | [ 15 ] | −3.1%    |
| U.S. Decennial Census |        |        |          |

### 2010年普查
據2010年人口普查，此城市人口有8,087人，戶數3,285戶，1,941個家庭。人口密度為562.6人/每平方公里（1,457.1人/每平方英里）。此城市有3,819棟住宅，平均每平方公里有265.7棟住宅。此城市居民之種族中，白人佔90.3%，非裔美國人佔4.7%，美洲原住民佔0.8%，亞裔美國人佔0.6%，太平洋島民佔0.1%，其他種族佔0.7%，混血種族則佔2.9%。而西班牙裔或拉丁裔美國人佔此城市人口的2.5%。
此城市之戶籍數計有3,285戶。其中擁有18歲以下孩童的住戶佔31.5%；已婚夫婦且同居的住戶佔40.8%，住戶為女性單親者佔13.6%；住戶為男性單親者佔4.7%；住戶並非一個家庭的佔40.9%。住戶為獨自一人居住的佔全戶之34.9%，其中有17.1%為65歲或以上之獨居老人。每戶住戶平均成員人數為2.34人，每個家庭平均成員人數則是3.02人。
此城市居民之年齡中位數為35.2歲。以年齡層分類，年齡低於18歲者佔25.5%；年齡介在18歲至24歲之間者佔12.3%；年齡介在25歲至44歲之間者佔21.6%；年齡介在45歲至64歲之間者佔22.5%；年齡高於65歲者佔18.1%。男性佔全市人口之47.7%，女性則佔全市人口之52.3%。

### 2000年普查
據2000年人口普查，此城市人口有8,297人，戶數3,481戶，2,081個家庭。人口密度為590.0人/每平方公里（1,529.4人/每平方英里）。此城市有3,914棟住宅，平均每平方公里有278.3棟住宅。此城市居民之種族中，白人佔91.53%，非裔美國人佔5.15%，美洲原住民佔0.93%，亞裔美國人佔0.53%，太平洋島民佔0.06%，其他種族佔0.40%，混血種族則佔1.41%。而西班牙裔或拉丁裔美國人佔此城市人口的1.68%。
此城市之戶籍數計有3,481戶，其中擁有18歲以下孩童的住戶佔28.1%；已婚夫婦且同居的住戶佔44.6%，住戶為女性單親者佔11.5%；住戶並非一個家庭的佔40.2%。住戶為獨自一人居住的佔全戶之35.2%，其中有18.7%為65歲或以上之獨居老人。每戶住戶平均成員人數為2.30人，每個家庭平均成員人數則是2.97人。
以年齡層分類，年齡低於18歲者佔24.9%；年齡介在18歲至24歲之間者佔11.3%；年齡介在25歲至44歲之間者佔23.7%；年齡介在45歲至64歲之間者佔19.0%；年齡高於65歲者佔21.2%。此城市居民之年齡中位數為37歲。性別比方面，每100名女性所對應的男性數為85.8名，如只計算18歲或以上的居民，則是每100名女性所對應的男性數為80.2名。
此城市每戶平均收入為26,871美元，每個家庭平均收入為34,531美元。男性平均收入25,919美元；女性平均收入20,583美元。此城市人均收入為14,997美元。此城市約有10.9%的家庭以及16.3%的居民低於貧窮門檻，其中18歲以下者占22.3%，65歲以上者佔12.9%。

## 教育

### 大學
- 斯科特堡社區大學（英语：Fort Scott Community College）：成立於1919年，為堪薩斯州最古老的社區大學。

### 學校
斯科特堡屬第234聯合學區（USD 234），境內擁有4所公立學校，分別為：
- 尤金威爾小學（Eugene Ware Elementary）
- 溫菲爾德斯科特小學（Winfield Scott Elementary）
- 斯科特堡中學（Fort Scott Middle School）
- 斯科特堡高中（Fort Scott High School）

此外城市內也有天主教學校以及其他小型的私立學校等。舊中學教學大樓中也有附設幼兒園。

## 媒體
- 斯科特堡論壇報（英语：Fort Scott Tribune）：日報，成立於1884年

## 知名人物
- 理查·克里斯帝（英语：Richard Christy）—鼓手
- 克拉克·麥克亞當斯·克利福德（英语：Clark M. Clifford）—前美国国防部部长
- 傑瑞·艾略特（英语：Jerry Elliott）—法學家
- 馬克·哈特（英语：Mark Hart）—音樂家、作曲家、製片人
- 威廉·迪恩·霍金斯（英语：William D. Hawkins）—美國海軍陸戰隊官員，於二次大戰中陣亡，後被授予荣誉勋章
- 賈里德·基隆（英语：Jared Keylon）—牛仔
- 亞當·拉羅什（英语：Adam LaRoche）—已退休之美國職業棒球大聯盟一壘手（亞特蘭大勇士、芝加哥白襪、匹茲堡海盜、華盛頓國民）
- 安迪·拉羅什（英语：Andy LaRoche）—匹茲堡海盜三壘手
- 大衛·珀利·羅威（英语：David Perley Lowe）—堪薩斯州法官
- 鮑勃·馬歇爾（英语：Bob Marshall (Kansas politician)）—堪薩斯州參議員
- 埃爾默·維爾納·麥科勒姆（英语：Elmer Verner McCollum）—發現維生素A的生物化學家
- 威廉·卡爾霍恩·麥克唐納（英语：William C. McDonald (governor)）—第一任新墨西哥州州長；斯科特堡居民[16]
- 戈登·帕克斯—攝影師、作家、導演、作曲家
- 朗·尤里（英语：Lon Ury）—棒球選手

## 外部連結
- 斯科特堡市官方網站 （页面存档备份，存于）
- 斯科特堡—公職人員名錄
- 斯科特堡—社群網站
- USD 234 （页面存档备份，存于），所在學區
- 《斯科特堡論壇報》 （页面存档备份，存于）
- 斯科特堡國家公墓照片瀏覽 （页面存档备份，存于）
- 斯科特堡市地圖 （页面存档备份，存于），堪薩斯州運輸部

## 延伸閱讀
- , , St. Louis, Mo.: A. L. Logan & Co., 1873